# Erba, Anhui
Erba (kinesiska: 二坝) är en köping i östra Kina. Den ligger i stadsdistriktet Jiujiang i staden Wuhu i provinsen Anhui, omkring 110 kilometer sydost om provinshuvudstaden Hefei. Antalet invånare är 46 565. Befolkningen består av 22 218 kvinnor och 24 347 män. Barn under 15 år utgör 14,0 %, vuxna 15-64 år 72 %, och äldre över 65 år 13,0 %.